# Aaron Henry
Aaron James Henry (Louisville, Kentucky; 30 de agosto de 1999) es un jugador de baloncesto estadounidense que pertenece a la plantilla del Toyotsu Fighting Eagles Nagoya de la B.League japonesa. Con 1,96 metros de estatura, juega en la posición de alero.

## Trayectoria deportiva

### Universidad
Jugó tres temporadas con los Spartans de la Universidad Estatal de Míchigan, en las que promedió 10,0 puntos, 4,6 rebotes y 2,6 asistencias por partido. En su temporada júnior fue incluido en el tercer mejor quinteto de la Big Ten Conference y además en el mejor quinteto defensivo.
El 12 de abril de 2021 anunció que se presentaría al draft de la NBA, renunciando a su elegibilidad universitaria restante.

#### Estadísticas
| Año     | Equipo         | PJ | PT | MPP  | %TC  | %3P  | %TL  | RPP | APP | ROB | TPP | PPP  |
| ------- | -------------- | -- | -- | ---- | ---- | ---- | ---- | --- | --- | --- | --- | ---- |
| 2018–19 | Michigan State | 39 | 22 | 22.1 | .495 | .385 | .692 | 3.8 | 1.6 | .6  | .5  | 6.1  |
| 2019–20 | Michigan State | 30 | 29 | 29.1 | .441 | .344 | .703 | 4.6 | 2.9 | .8  | .6  | 10.0 |
| 2020–21 | Michigan State | 28 | 26 | 32.5 | .449 | .296 | .762 | 5.6 | 3.6 | 1.3 | 1.3 | 15.4 |
| Total   | Total          | 97 | 77 | 27.2 | .457 | .333 | .729 | 4.6 | 2.6 | .9  | .7  | 10.0 |

### Profesional
Tras no ser elegido en el Draft de la NBA de 2021, el 8 de agosto firmó un contrato dual con los Philadelphia 76ers que le permite jugar también en el filial de la G League, los Delaware Blue Coats. Tras ser despedido, en enero firmó solo con los Blue Coats.
El 6 de agosto de 2022 firmó  con el Metropolitans 92 de la LNB Pro A francesa.
El 30 de junio de 2023 firmó con Toyotsu Fighting Eagles Nagoya de la B.League japonesa.

## Estadísticas de su carrera en la NBA

### Temporada regular
| Año     | Equipo       | PJ | PT | MPP | %TC  | %3P  | %TL | RPP | APP | ROB | TPP | PPP |
| ------- | ------------ | -- | -- | --- | ---- | ---- | --- | --- | --- | --- | --- | --- |
| 2021-22 | Philadelphia | 6  | 0  | 2.8 | .200 | .000 | —   | .2  | .0  | .0  | .3  | .3  |
| Total   | Total        | 6  | 0  | 2.8 | .200 | .000 | —   | .2  | .0  | .0  | .3  | .3  |